# Pęcz
Pęcz – wieś w Polsce położona w województwie dolnośląskim, w powiecie strzelińskim, w gminie Strzelin.
W latach 1954–1959 wieś była siedzibą gromady Pęcz, po jej zniesieniu w gromadzie Strzelin.
W latach 1975–1998 miejscowość administracyjnie należała do województwa wrocławskiego.

## Szlaki turystyczne
- Niebieski:  Strzelin - Pęcz - Piotrowice - Zielenice - Suchowice - Jordanów Śląski - Glinica - Winna Góra - Gozdnik - Przełęcz Sulistrowicka - Przełęcz Słupicka - Radunia - Przełęcz Tąpadła - Ślęża - Sobótka-Górka[4]